# Список гусеничных машин Бундесвера

Логотип вооружённых сил Германии

Список гусеничных машин Бундесвера (вооружённых сил Германии)
 Leopard 2A7
Leopard 2a4

## Основной боевой танк
| Тип         | Изображение | Принят на вооружение | Снят с вооружения | Количество | Примечания | Пользователь    |
| ----------- | ----------- | -------------------- | ----------------- | ---------- | ---------- | --------------- |
| M41         |             | 1956                 | 1969              | 602        |            | Сухопутные силы |
| M47         |             | 1956                 | 1960              | 1 120      |            | Сухопутные силы |
| M48         |             | 1957                 | 1993              | 1 692      |            | Сухопутные силы |
| Леопард 1   |             | 1965                 | 2003              | 2 437      |            | Сухопутные силы |
| «Леопард-2» |             | С 1979 года          | —                 | 2 125      |            | Сухопутные силы |

## Противотанковая САУ
| Тип                       | Изображение | Принят на вооружение | Снят с вооружения | Количество | Примечания | Пользователь    |
| ------------------------- | ----------- | -------------------- | ----------------- | ---------- | ---------- | --------------- |
| Schützenpanzer Lang HS.30 |             | 1961                 | 1968              | 95         |            | Сухопутные силы |
| Kanonenjagdpanzer         |             | 1966                 | 1992              | 770        |            | Сухопутные силы |
| Raketenjagdpanzer 2       |             | 1967                 | 1982              | 316        |            | Сухопутные силы |
| Jaguar 1                  |             | 1978                 | 2004              | 316        |            | Сухопутные силы |
| Jaguar 2                  |             | 1983                 | 1996              | 165        |            | Сухопутные силы |

## Боевая машина пехоты
| Тип                       | Изображение | Принят на вооружение | Снят с вооружения | Количество | Примечания                           | Пользователь    |
| ------------------------- | ----------- | -------------------- | ----------------- | ---------- | ------------------------------------ | --------------- |
| M39                       |             | 1956                 | 1960              | 32         |                                      | Сухопутные силы |
| Schützenpanzer Kurz       |             | 1958                 | 1981              | 1 600      |                                      | Сухопутные силы |
| Schützenpanzer Lang HS.30 |             | 1959                 | 1980              | 2 176      | Изначально было запланировано 11 000 | Сухопутные силы |
| Мардер                    |             | С 1971 года          | —                 | 2 136      |                                      | Сухопутные силы |
| Пума                      |             | С 2010 года          | —                 | 60         | Запланировано 350                    | Сухопутные силы |

## Бронетранспортёр
| Тип                 | Изображение | Принят на вооружение | Снят с вооружения | Количество | Примечания                                                            | Пользователь                           |
| ------------------- | ----------- | -------------------- | ----------------- | ---------- | --------------------------------------------------------------------- | -------------------------------------- |
| Universal Carrier   |             | 1956                 | 1960              | 300        | Universal Carrier применялись для задач разведки и боевого охранения. | Сухопутные силы                        |
| Schützenpanzer Kurz |             | 1956                 | 1962              | 201        |                                                                       | Сухопутные силы                        |
| BV-206 «Лось»       |             | С 1984 года          | —                 | 291        |                                                                       | Сухопутные силы                        |
| M113                |             | С 1985 года          | —                 | 4 000      |                                                                       | Сухопутные силы                        |
| Wiesel 2            |             | С 1990 года          | —                 | 48         |                                                                       | Сухопутные силы, Военно-воздушные силы |

## Танк-тральщик
| Тип                      | Изображение | Принят на вооружение | Снят с вооружения | Количество | Примечания | Пользователь    |
| ------------------------ | ----------- | -------------------- | ----------------- | ---------- | --- | --------------- |
| Minenwurfsystem Skorpion |             | С 1981 года          | —                 | 300        | Предназначен для минирования местности | Сухопутные силы |
| Keiler                   |             | С 1996 года          | —                 | 24         | Танк-тральщик, предназначенный для обезвреживания установленных и замаскированных противопехотных или противотанковых мин с взрывчатым веществом | Сухопутные силы |

## Самоходная артиллерийская установка
| Тип      | Изображение | Принят на вооружение | Снят с вооружения | Количество | Примечания | Пользователь    |
| -------- | ----------- | -------------------- | ----------------- | ---------- | ---------- | --------------- |
| Прист M7 |             | 1956                 | 1966              | 107        |            | Сухопутные силы |
| M52      |             | 1957                 | 1966              | ?          |            | Сухопутные силы |
| M44      |             | 1958                 | 1966              | ?          |            | Сухопутные силы |
| M53      |             | 1956                 | 1966              | 16         |            | Сухопутные силы |
| M107     |             | 1964                 | 1980              | 150        |            | Сухопутные силы |
| M110     |             | 1964                 | 1993              | 80         |            | Сухопутные силы |
| M109     |             | 1966                 | 2007              | 586        |            | Сухопутные силы |
| PzH 2000 |             | С 1998 года          | —                 | 185        |            | Сухопутные силы |

## Инженерный танк
| Тип           | Изображение | Принят на вооружение | Снят с вооружения | Количество | Примечания | Пользователь    |
| ------------- | ----------- | -------------------- | ----------------- | ---------- | ---------- | --------------- |
| M48           |             | 1959                 | 1995              | ?          |            | Сухопутные силы |
| Bergepanzer 1 |             | 1969                 | 1980              | 36         |            | Сухопутные силы |
| Dachs         |             | С 1989 года          | —                 | 140        |            | Сухопутные силы |

## Танковый мостоукладчик
| Тип                          | Изображение | Принят на вооружение | Снят с вооружения | Количество   | Примечания                                                | Пользователь    |
| ---------------------------- | ----------- | -------------------- | ----------------- | ------------ | --------------------------------------------------------- | --------------- |
| «Brückenlegepanzer M48»      |             | 1960                 | 1992              | 102          | Базовая машина мостоукладчик МТУ-90 — танк M48 без башни. | Сухопутные силы |
| «Panzerschnellbrücke Biber»  |             | С 1973 года          | —                 | 105          | Базовая машина мостоукладчик «Biber» — танк Леопард 1.    | Сухопутные силы |
| «Panzerschnellbrücke Leguan» |             | 2018                 | —                 | 7 (заказано) | Базовая машина мостоукладчик «Biber» — танк «Леопард-2».  | Сухопутные силы |

## Зенитная самоходная установка
| Тип                              | Изображение | Принят на вооружение | Снят с вооружения | Количество | Примечания | Пользователь    |
| -------------------------------- | ----------- | -------------------- | ----------------- | ---------- | ---------- | --------------- |
| M16                              |             | 1956                 | 1962              | 192        |            | Сухопутные силы |
| M42                              |             | 1956                 | 1979              | 496        |            | Сухопутные силы |
| MIM-23 Hawk                      |             | 1965                 | 2005              | ?          |            | Сухопутные силы |
| Flugabwehrkanonen- panzer Gepard |             | С 1976 года          | —                 | 420        |            | Сухопутные силы |
| Roland                           |             | 1981                 | 2006              | 140        |            | Сухопутные силы |
| Wiesel 2 Ozelot                  |             | С 1990 года          | —                 | 67         |            | Сухопутные силы |

## Бронированная ремонтно-эвакуационная машина
| Тип                 | Изображение | Принят на вооружение | Снят с вооружения | Количество | Примечания | Пользователь    |
| ------------------- | ----------- | -------------------- | ----------------- | ---------- | ---------- | --------------- |
| Bergepanzer M32/M74 |             | 1956                 | 1963              | 300        |            | Сухопутные силы |
| Bergepanzer 1       |             | 1962                 | 2000              | 125        |            | Сухопутные силы |
| Bergepanzer 2       |             | С 1966 года          | —                 | 444        |            | Сухопутные силы |
| Bergepanzer Büffel  |             | С 1992 года          | —                 | 75         |            | Сухопутные силы |

## Медицинский транспорт
| Тип           | Изображение | Принят на вооружение | Снят с вооружения | Количество | Примечания                                            | Пользователь    |
| ------------- | ----------- | -------------------- | ----------------- | ---------- | ----------------------------------------------------- | --------------- |
| M113          |             | С 1985 года          | —                 | 262        | Предназначен для перевозки больных или раненых солдат | Сухопутные силы |
| Wiesel 2      |             | С 2003 года          | —                 | 33         | Предназначен для перевозки больных или раненых солдат | Сухопутные силы |
| BV-206 «Лось» |             | С 2004 года          | —                 | 79         | Предназначен для перевозки больных или раненых солдат | Сухопутные силы |

## Реактивная система залпового огня/ носитель вооружений
| Тип                                | Изображение | Принят на вооружение | Снят с вооружения | Количество | Примечания | Пользователь    |
| ---------------------------------- | ----------- | -------------------- | ----------------- | ---------- | ---------- | --------------- |
| Lenkwaffensystem Pershing          |             | 1963                 | 1985              | 79         |            | Воздушные силы  |
| Artillerie-Raketensystem Lance     |             | 1976                 | 1992              | 25         |            | Сухопутные силы |
| M270 Multiple Launch Rocket System |             | 1990                 | —                 | 158        |            | Сухопутные силы |

## Истребитель танков
| Тип                 | Изображение | Принят на вооружение | Снят с вооружения | Количество | Примечания | Пользователь    |
| ------------------- | ----------- | -------------------- | ----------------- | ---------- | ---------- | --------------- |
| Kanonenjagdpanzer   |             | 1966                 | 1992              | 770        |            | Сухопутные силы |
| Raketenjagdpanzer 2 |             | 1967                 | 1982              | 316        |            | Сухопутные силы |
| Jaguar 1            |             | 1978                 | 2004              | 316        |            | Сухопутные силы |
| Jaguar 2            |             | 1983                 | 1996              | 165        |            | Сухопутные силы |

## Лёгкий танк
| Тип                | Изображение | Принят на вооружение | Снят с вооружения | Количество | Примечания | Пользователь    |
| ------------------ | ----------- | -------------------- | ----------------- | ---------- | ---------- | --------------- |
| M41 Уолкер Бульдог |             | 1956                 | 1959              | ?          |            | Сухопутные силы |

## Боевой робот
| Тип                                  | Изображение | Принят на вооружение | Снят с вооружения | Количество | Примечания | Пользователь                  |
| ------------------------------------ | ----------- | -------------------- | ----------------- | ---------- | ---------- | ----------------------------- |
| «Leichter Aufklärungsroboter IRobot» |             | С 2008 года          | —                 | ?          |            | «Wehrtechnische Dienststelle» |
| «Aufklärungsroboter Manipulator»     |             | С 2008 года          | —                 | ?          |            | «Wehrtechnische Dienststelle» |

## Тягач
| Тип                   | Изображение | Принят на вооружение | Снят с вооружения | Количество | Примечания | Пользователь    |
| --------------------- | ----------- | -------------------- | ----------------- | ---------- | ---------- | --------------- |
| M4 High-Speed Tractor |             | 1956                 | 1960              | ?          |            | Сухопутные силы |
| M5 High-Speed Tractor |             | 1956                 | 1960              | ?          |            | Сухопутные силы |

## Разработка новой техники
| Тип                                  | Изображение | Принят на разработку | Снят с разработки | Количество | Примечания | Пользователь                  |
| ------------------------------------ | ----------- | -------------------- | ----------------- | ---------- | --- | ----------------------------- |
| Spähpanzer SP I.C.                   |             | 1956                 | 1962              | ?          | | «Wehrtechnische Dienststelle» |
| MBT-70                               |             | 1967                 | 1969              | 10         | Совместный американо-немецкий проект по созданию перспективного основного боевого танка для вооружения армий обоих государств | «Wehrtechnische Dienststelle» |
| Gepanzerte Pioniermaschine           |             | 1972                 | 1980              | 2          | | «Wehrtechnische Dienststelle» |
| VTS1                                 |             | 1978                 | 1980              | 1          | | Сухопутные силы               |
| VT1                                  |             | 1978                 | 1980              | 2          | | «Wehrtechnische Dienststelle» |
| Marder 2                             |             | 1984                 | 1992              | 1          | | «Wehrtechnische Dienststelle» |
| «NGP»                                |             | 1995                 | 2001              | 0          | Не было сделано ни одного прототипа.                                                                                          | «Wehrtechnische Dienststelle» |
| Transport- und Gefechtsfahrzeug PUMA |             | 1980                 | 1993              | 5          | | «Wehrtechnische Dienststelle» |